# Henryk Manteuffel
Henryk Michał Manteuffel, w publikacjach naukowych również Henryk Manteuffel Szoege (ur. 3 marca 1944 w Wilnie, zm. 1 czerwca 2013 w Warszawie) – polski profesor doktor habilitowany nauk ekonomicznych, specjalista w zakresie ekonomiki użytkowania wody w rolnictwie, ekonomiki środowiska naturalnego, ekonomiki rolnictwa, ekonomicznej oceny przedsięwzięć inwestycyjnych.

## Życiorys
Absolwent VI Liceum Ogólnokształcącego im. Tadeusza Reytana w Warszawie (1962). W 1968 ukończył studia wyższe na Wydziale Historycznym Uniwersytetu Warszawskiego (praca magisterska Handel zagraniczny Pragi czeskiej w drugiej połowie XVI w., tytuł zawodowy magistra historii), a w 1970 w Instytucie Nauk Ekonomicznych Wydziału Nauk Społecznych UW (praca magisterska Wymiana urządzeń ze względu na zużycie ekonomiczne, tytuł zawodowy magistra ekonomii).
W 1981 uzyskał stopień naukowy doktora nauk ekonomicznych w Instytucie Ekonomiki Rolnej w Warszawie na podstawie rozprawy Metoda ekonomicznej optymalizacji systemu nawadniającego z wykorzystaniem technik programowania nieliniowego, a w 1987 habilitował się w zakresie nauk rolniczych na Wydziale Ekonomiczno-Rolniczym Szkoły Głównej Gospodarstwa Wiejskiego w Warszawie na podstawie pracy Ekonomiczno-społeczna ocena inwestycji melioracyjnych w krajach rozwijających się. 20 maja 2005 otrzymał tytuł profesora nauk ekonomicznych. W latach 1970–1992 pracował w Instytucie Melioracji i Użytków Zielonych w Falentach koło Warszawy, później zaś, w latach 1992–2013, na Wydziale Ekonomiczno-Rolniczym SGGW w Warszawie, od 1992 jako profesor nadzwyczajny i od 2012 jako profesor zwyczajny.
Członek Polskiego Towarzystwa Ekonomicznego i polskiego oddziału Europejskiego Stowarzyszenia Ekonomistów Środowiska i Zasobów Naturalnych, a także filister korporacji akademickiej Arkonia, niejawnie przyjęty do Związku Filistrów Arkonii w 1982.
7 czerwca 2013 pochowany w grobie rodzinnym na cmentarzu Powązkowskim w Warszawie.

## Rodzina
Syn Ryszarda Juliusza Jana Manteuffla-Szoege (1903–1991) i Elżbiety z d. Minkiewicz (1909–1988). W 1980 zawarł związek małżeński z Małgorzatą Hermanowicz (1951–1992), z którą miał czworo dzieci: córkę Elżbietę Marię (ur. 1981) oraz synów Ryszarda Juliusza (ur. 1983), Władysława Andrzeja (ur. 1984) i Piotra Leona (ur. 1987). Był potomkiem rodu szlacheckiego Manteufflów, którego gałąź pochodząca z Inflant, Kurlandii i Estonii posiadała tytuł baronowski i dodawała do nazwiska człon Szoege. Kuzyn m.in. Gustawa Manteuffla, Jerzego Manteuffla i Tadeusza Manteuffla oraz autor opracowania historycznego Ostatki życia ziemiańskiego w dawnych Inflantach Polskich w fotografii rodzinnej, opublikowanego w książce Stan badań nad wielokulturowym dziedzictwem dawnej Rzeczypospolitej, t. III, red. Wojciech Walczak, Karol Łopatecki, Białystok 2012.

## Publikacje książkowe
- Ekonomiczno-społeczna ocena inwestycji melioracyjnych w krajach rozwijających się, Falenty 1986, OCLC 750890853
- Analiza ekonomiczna projektu oczyszczalni ścieków komunalnych: rachunek społeczny i rachunek przedsiębiorstwa, Warszawa 1996, ISBN 83-00-02958-3 (wraz z Andrzejem Interewiczem)
- Elementy ekonomiki środowiska (z rozszerzeniami), Warszawa 1997, ISBN 83-00-03043-3
- Analiza ekonomiczna obiektu melioracyjnego: przewodnik do ćwiczeń, Warszawa 1998, ISBN 978-83-00-03117-7 (wraz z Andrzejem Interewiczem)
- Zarys problemów ekonomiki środowiska, Warszawa 2000, ISBN 83-7244-174-X
- Elementy ekonomiki gospodarowania wodą w rolnictwie, Warszawa 2002, ISBN 83-7244-382-3
- Problems of enviromental and natural resources economics, Warszawa 2013, ISBN 978-83-7583-530-4

## Odznaczenia
- Złoty Krzyż Zasługi[3]
- Srebrny Krzyż Zasługi[3]